# 圣若瑟圣殿主教座堂 (埃德蒙顿)
圣若瑟圣殿主教座堂（英語：St. Joseph's Cathedral Basilica）是一座罗马天主教宗座圣殿、天主教埃德蒙顿总教区的主教座堂，位于加拿大埃德蒙顿市中心以西。
该堂以60扇描绘新旧约故事的花窗玻璃闻名。

## 历史

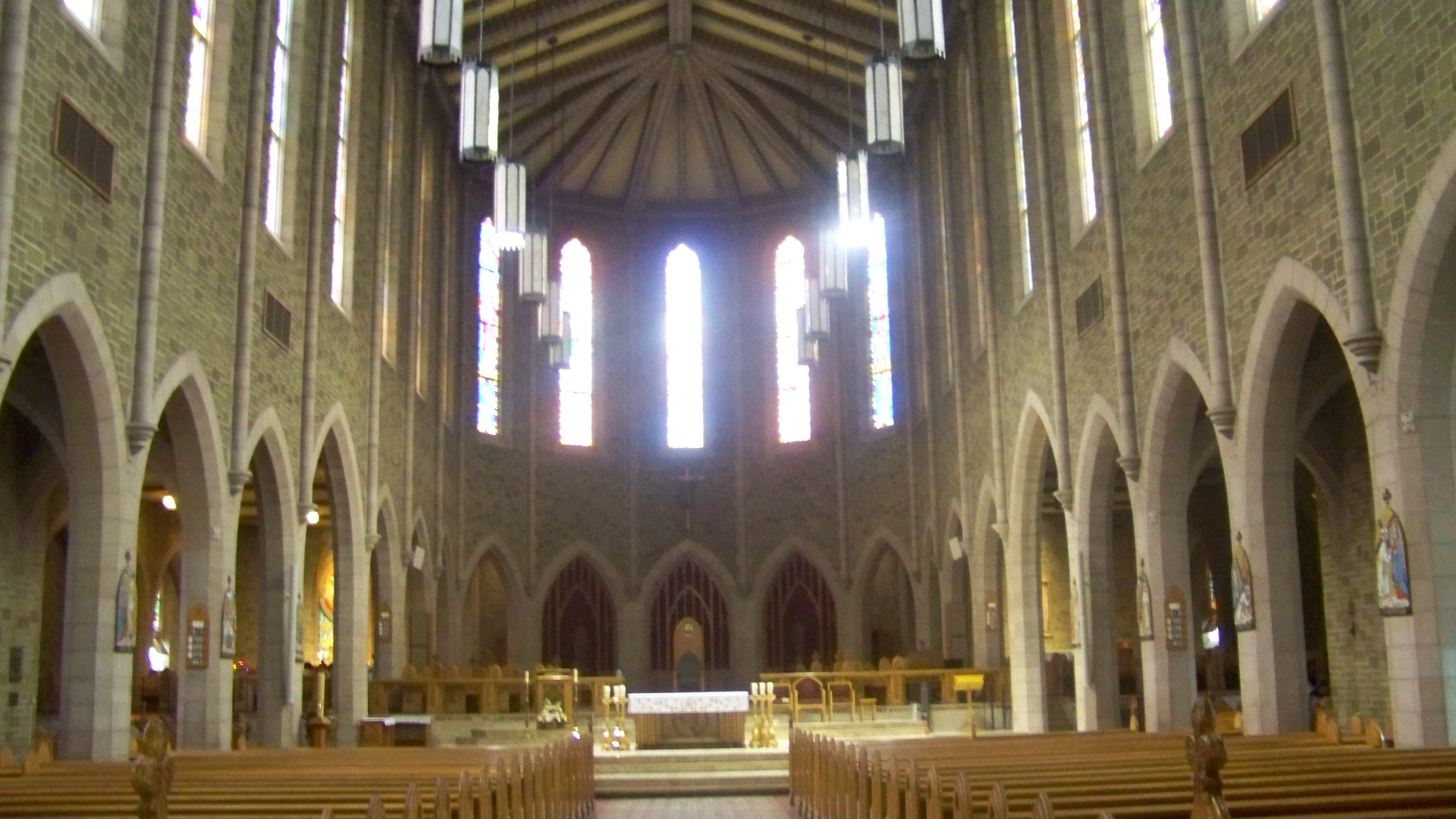

该堂始建于1913年，由于战争和大萧条的影响，直到1963年5月1日才完成。
1984年，若望保禄二世访问愛民頓前夕，将该堂升格为宗座圣殿。